# Ivica Račan

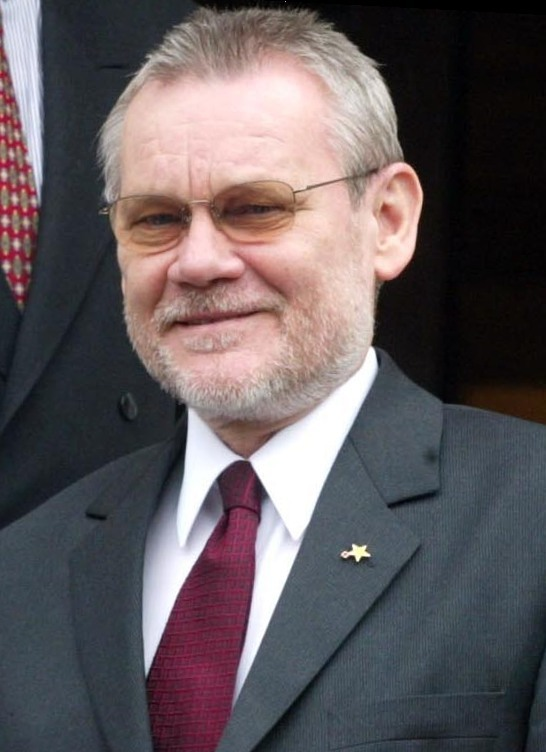
Ivica Račan

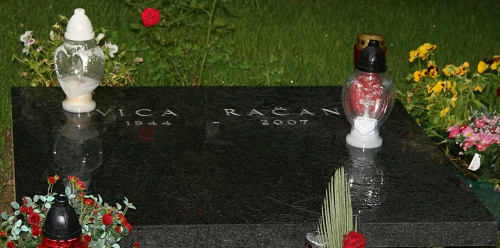
Grafsteen van Ivica Račan

Ivica Račan (Ebersbach, 24 februari 1944 - Zagreb, 29 april 2007) was een Kroatisch politicus. Van 2000 tot en met 2003 was hij premier van Kroatië.

## Levensloop
Račan werd geboren in Duitsland waar zijn moeder geïnterneerd was in een werkkamp. In het communistische Joegoslavië was hij lid van de Kroatische afdeling van de Joegoslavische Communistenbond, de Joegoslavische communistische partij. In 1989 werd hij de leider van die partij. Na de val van het communisme in Joegoslavië ging hij deel uitmaken van de Sociaaldemocratische Partij van Kroatië, een partij die in 1994 ontstond door een fusie van de Kroatische afdeling van de Joegoslavische Communistenbond en de Sociaal Democraten van Kroatië. In 1998 ging hij een alliantie aan met de Kroatische Sociaal Liberale Partij van Dražen Budiša, waarmee hij twee jaar later de verkiezingen van 2000 won. Hij werd premier van een centrumlinkse coalitieregering van zes partijen.
Hij brak met het autoritaire en nationalistische beleid van Franjo Tuđman, en voerde democratische hervormingen door. Hij had daarbij de steun van de president, Stipe Mesic. Samen brachten ze Kroatië in de wachtkamer van de Europese Unie.
Rakan bleek niet bij machte om met deze zespartijencoalitie een slagvaardig beleid te voeren, en was niet opgewassen tegen de economische problemen. Kroatië had grote oorlogsschade, en het toerisme kwam nog niet op gang. Verdeeldheid binnen de coalitie resulteerde in een breuk met de  Sociaal Liberale Partij. Bij de volgende verkiezingen in 2003 behaalde zijn coalitie geen meerderheid.
Račan overleed na een langdurig ziekbed op 63-jarige leeftijd aan de gevolgen van kanker.
- Bibliothèque nationale de France: cb15574767b (data)
- Gemeinsame Normdatei: 132944979
- International Standard Name Identifier: 0000 0000 5303 3827
- Library of Congress Control Number: nr2006000940
- Nationale Bibliotheek van Tsjechië: js2016927486
- Virtual International Authority File: 34771798
- WorldCat: E39PBJfRxRR7HqyTQg7FfkCYT3